# Jeff Campitelli
Jeff Campitelli (* 29. prosince 1960) je americký hudebník, nejvíce známý jako bubeník doprovodné skupiny Joe Satrianiho. Jeff je podle časopisu Rolling Stone padesátý nejlepší bubeník všech dob.